# Audi R8
Audi R8 är en sportbilsmodell med mittmonterad motor från Audi, introducerad 2006. 
Ursprungligen hade R8 en V8-motor på 4,2 liter och 420 hk, men 2008 kompletterades V8:an med en effektstarkare 5.2 l V10 från Lamborghini Gallardo på 525 hk och 530 Nm. Båda motorerna erbjöds också i en R8 Roadster, en cabrioletmodell med tygtak. V10 motorn satt också i R8 GT, en lättad specialversion. 
2013 fick R8 en facelift med nya bakljus, framlampor, ny grill samt nya färgkombinationer. Man slutade då också erbjuda R-tronic lådan som ersattes av S-tronic dubbelkopplingslådan.

## Historik
Den serietillverkade Audi R8 började tillverkas som 2007-års modell i Neckarsulm, med start under fjärde kvartalet 2006. Introduktion till marknaden skedde under andra kvartalet 2007.
Precis som i Audi A2, och A8 bygger R8 på en ram kallad Space frame, en aluminium-ram dit karossdelarna svetsas, skruvas eller limmas fast. I produktionen sätts 5 000 unika delar ihop av 70 arbetare som monterar 25 bilar per dag. Senare inspekteras bilen av 95 laserstrålar som på fem sekunder kontrollerar att bilen på över 220 punkter har en max avvikelse på 0,1 millimeter jämfört med ritningarna (det vill säga CAD-filerna).

## Reklamfilmen
När bilen lanserades blev reklamfilmen för bilen uppmärksammad i media. I filmen ser man hur bilen, som är den snabbaste serietillverkade bilen Audi någonsin gjort, långsamt byggs upp och får sloganen "The slowest Car we've ever built" (Den långsammaste bilen vi någonsin byggt). Det som dock väckte uppmärksamhet i filmen, som regisserade av Michel Gondry bror Olivier Gondry, var ledmotivet The Beep Beep Song av den amerikanska Singer-songwriterskan Simone White och kom att jämföras med Oh Lauras låt Release me i Saabreklamen 2007.

## Audi R8 TDI Le Mans

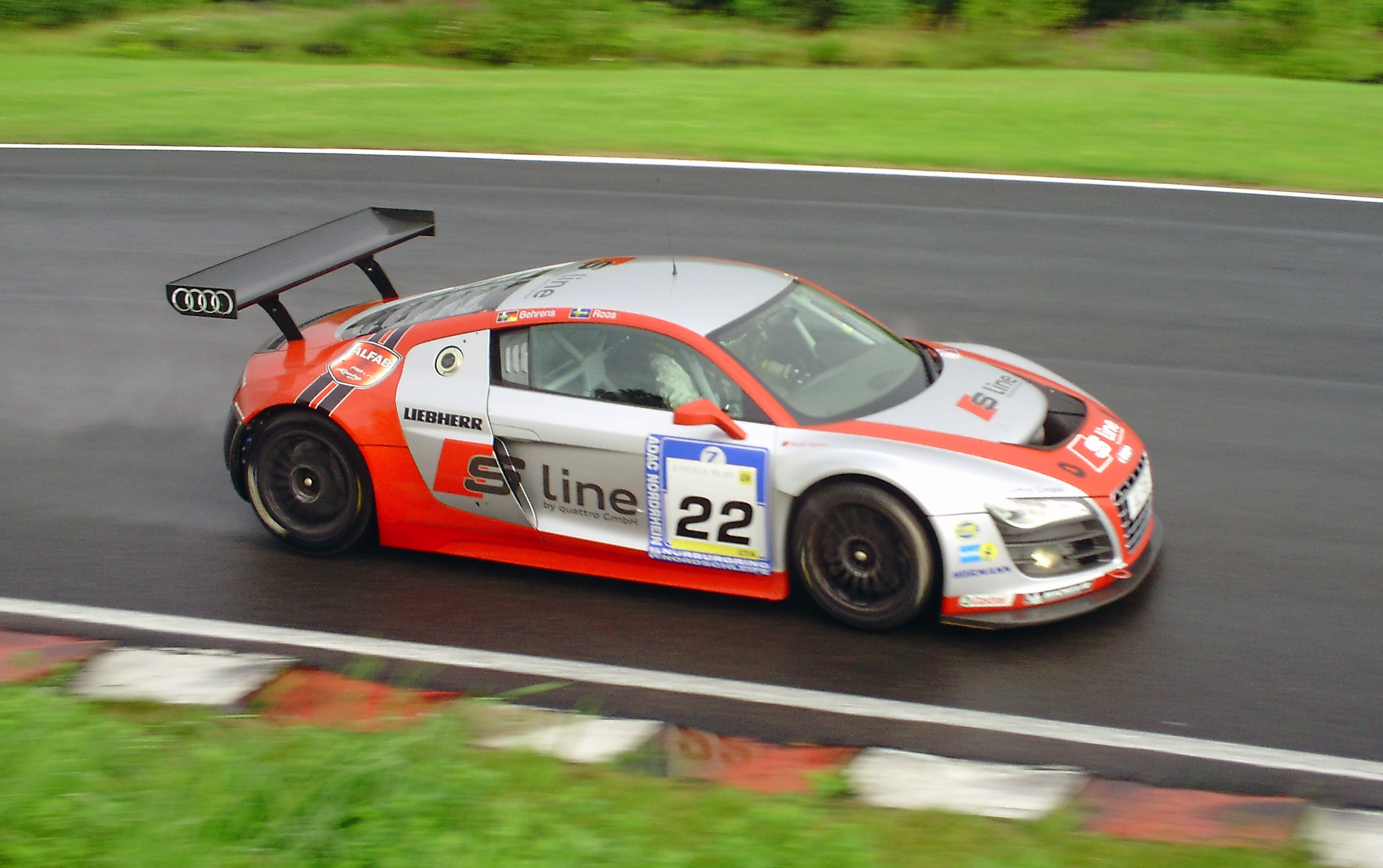
Audi R8 Le Mans GT3.

Audi R8 TDI Le Mans presenterades i januari 2008 på Detroit Auto Show och i mars på Internationella bilsalongen i Genève. Modellen har en högpresterande 12-cylindrig TDI-dieselmotor och kom till försäljning sommaren 2009.